# Anneau F

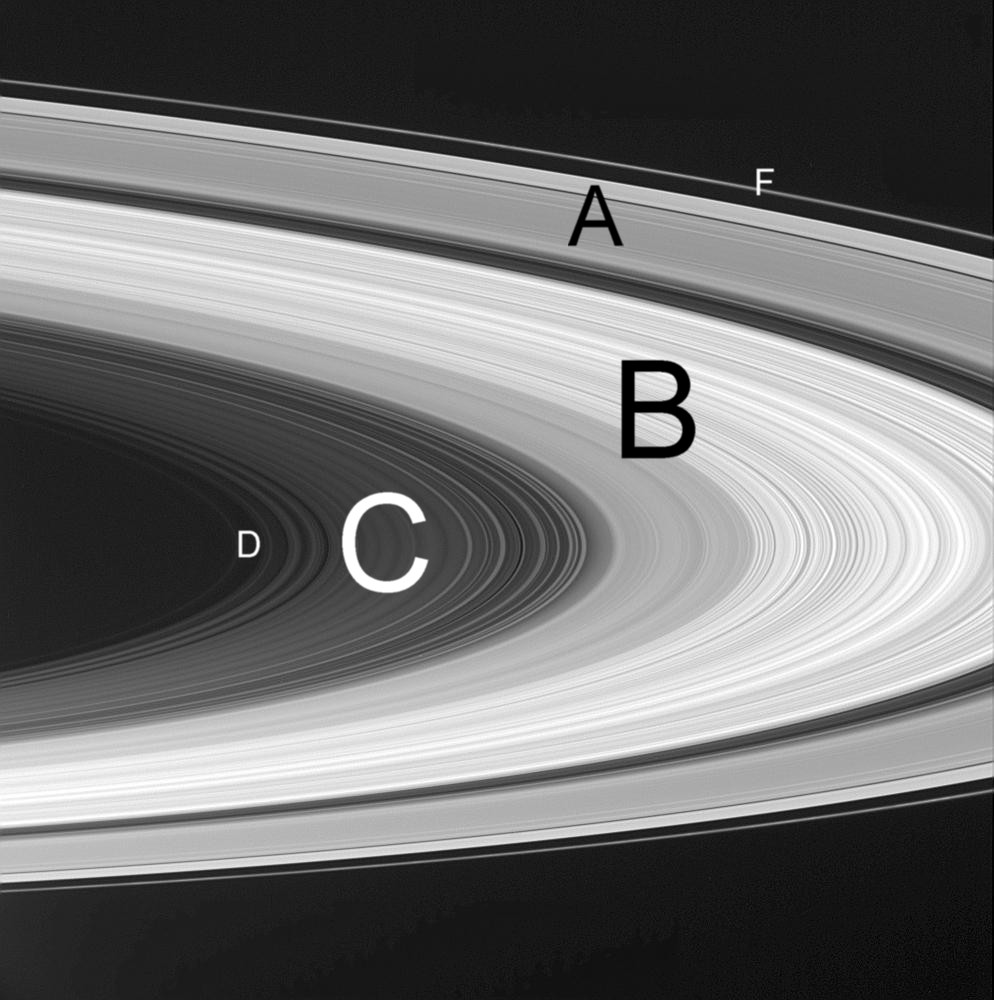
Vue des anneaux internes de Saturne, leur désignation étant précisée sur la photographie.

L'anneau F (en anglais : F ring) est un des anneaux de la planète géante gazeuse Saturne.
Découvert en 1979 grâce à la sonde spatiale américaine Pioneer 11, il est situé à l'extérieur de la division de Roche qui le sépare de l'anneau A.

## Caractéristiques
L'anneau F orbite à 140 180 km du centre de Saturne et s'étend sur quelques centaines de km.
Très fin, l'anneau F est encadré par deux satellites bergers qui le confinent : Prométhée sur son bord intérieur et Pandore sur son bord extérieur.
Des images prises par la sonde Cassini ont montré que l'anneau F est constitué d'un anneau central autour duquel s'enroule une structure en spirale. Elles ont également mis en évidence l'échange de matière entre l'anneau F et Prométhée et les nœuds que l'attraction du satellite créent dans la matière de l'anneau jusqu'à y créer parfois des agrégats de glace de quelques centaines de mètres qui, en traversant l'anneau à faible vitesse (2 m/s) et le frappant en groupe, créent différentes perturbations (mini-jets de 40  à   80 km de long, sillons et vagues).

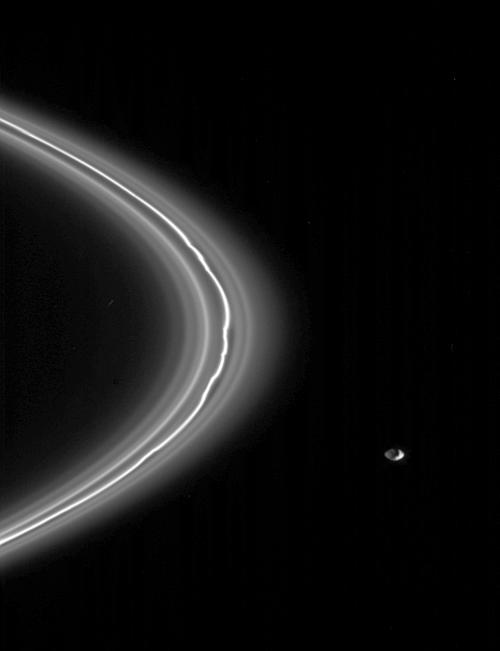
Vue de l'anneau F et de Pandore.
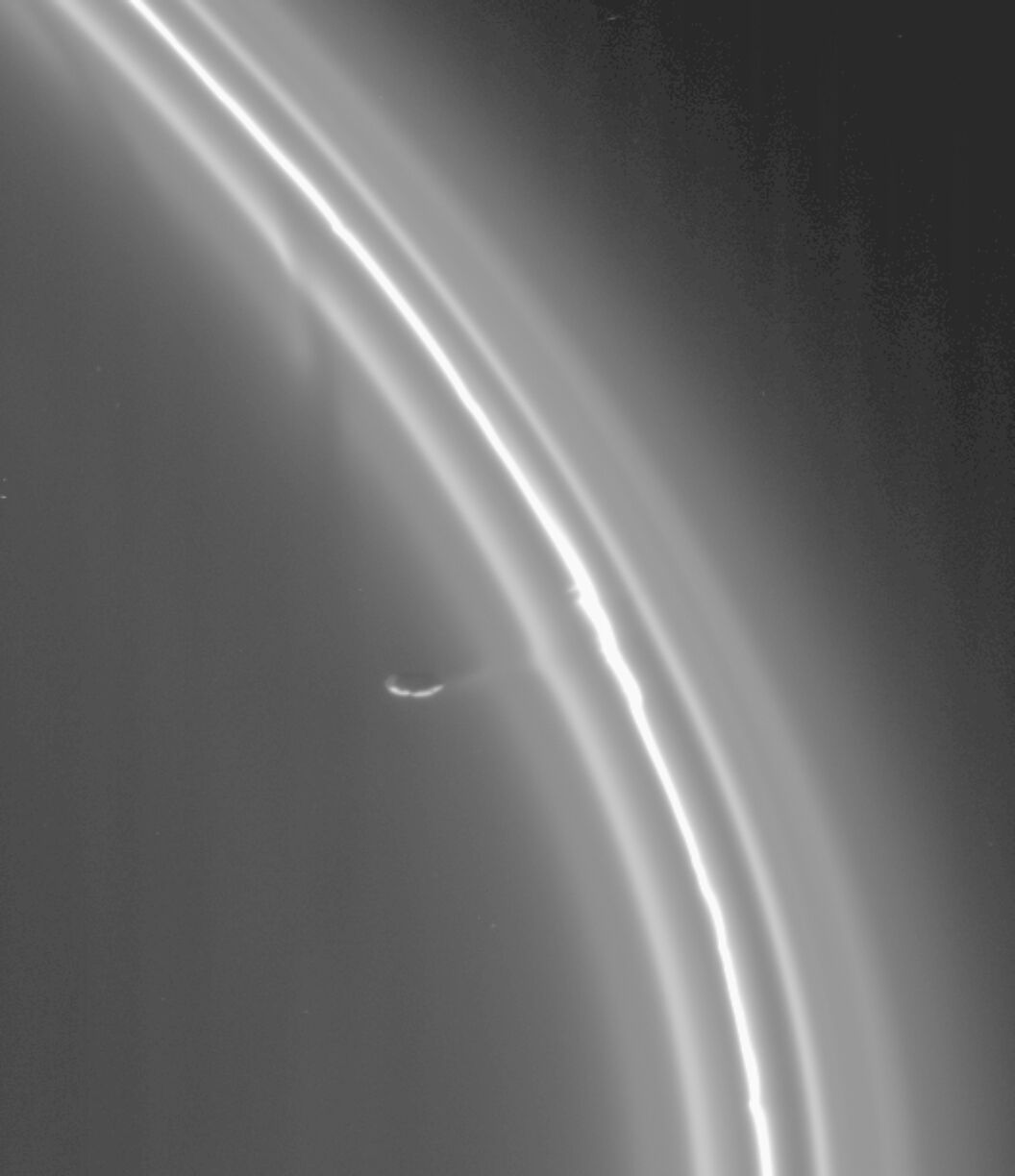
Vue du satellite berger Prométhée présentant un transfert de matière de l'anneau F à celui-ci.
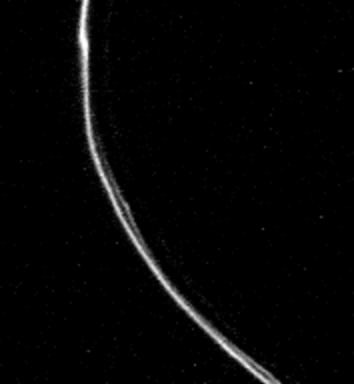
L'anneau F, photographié par Voyager 1.